# Erhard Keller
Erhard Keller, född 24 december 1944 i Günzburg, är en tysk före detta skridskoåkare som tävlade för Västtyskland.
Keller blev olympisk guldmedaljör på 500 meter vid vinterspelen 1972 i Sapporo.